# Pseudoxyomus davisi
Pseudoxyomus davisi är en skalbaggsart som beskrevs av Bordat 1996. Pseudoxyomus davisi ingår i släktet Pseudoxyomus och familjen Aphodiidae. Inga underarter finns listade i Catalogue of Life.